# Zaira nubecula
Zaira nubecula är en tvåvingeart som först beskrevs av Wulp 1890.  Zaira nubecula ingår i släktet Zaira och familjen parasitflugor. Inga underarter finns listade i Catalogue of Life.